# Adela Tarifa Fernández
Adela Tarifa Fernández (Cádiar, 1949) es una historiadora e investigadora, escritora, doctora y profesora de universidad española, académica de la Real Academia de la Historia.
Hija Adoptiva de Úbeda.

## Trayectoria
Adela Tarifa Fernández, nació en Cádiar, un pueblo de la Alpujarra granadina, cursó el Bachillerato en un colegio de Almería y los estudios universitarios en la Universidad de Granada y se licenció en la Facultad de Filosofía y Letras, Sección Historias (1968-1973). Es doctora en Geografía e Historia por la Universidad de Granada con la tesis Los niños expósitos de Ubeda (1665-1788), donde se aborda  el drama de la infancia abandonada y la Casa Cuna de Úbeda. 
En 1980 se traslada a vivir a Úbeda, siendo en esta ciudad de Jaén donde su vida profesional como docente, investigadora y escritora se completa con la participación en la vida  cultural, contribuyendo a difundir el valor patrimonial, histórico y cultural de Úbeda, recibiendo, por toda su trayectoria, el reconocimiento de la ciudad de Úbeda hacia Adela Tarifa con el nombramiento de Hija Adoptiva de Úbeda.    
Representa a Úbeda y a Jaén en numerosas Reales Academias.
Colaboradora habitual como articulista en el diario Ideal de Jaén. 
Ha formado parte de jurados de premios literarios, históricos y pedagógicos, como los Premios Domínguez Ortiz, Joaquín Guichot de la Consejería de Educación de La Junta de Andalucía o los premios del Grupo Santillana, con el tema Iberoamérica hoy.
Es Cronista Oficial de la Real Población de Carboneros (Jaén) y desde 2010 pertenece a  la RAECO.
Ha participado en el documental El sueño de Olavide dirigido por Eterio Ortega Santillana.
Tiene una destacada proyección internacional, pudiendo citar algunas actividades, tales como: en el año 2010 fue  invitada por el gobierno de Rumania para dar a conocer la cultura española, impartiendo cursos a profesores. Fue coordinadora de cursos del Programa “SÓCRATES”, para técnicos-especialistas de Educación, con representación de Francia, Grecia, Gran Bretaña, Luxemburgo, Italia y República Checa, en colaboración con el Consejo de Europa y Consejería de Educación de la Junta de Andalucía,

## Docencia
Adela Tarifa ha recorrido como docente las etapas educativas, desde la educación secundaria a la universitaria y a la formación del profesorado:
Catedrática de Geografía e Historia ha dedicado su vida profesional a la docencia, como: profesora de Educación Secundaria en diferentes Institutos, siendo el último el IES de San Juan de la Cruz de Úbeda; profesora de la Universidad Nacional de Educación a Distancia (UNED) y directora del CAP (Curso de Adaptación Pedagógica). 
Durante once años coordinó cursos de Historia en la Cursos de Verano de la Universidad Complutense, en El Escorial. Participó en los cursos de otoño de Brasov  sobre la Ilustración española, patrocinados por los Ministerios de Educación de España y Rumanía.                     

Para Adela Tarifa la educación es fundamental en todas las etapas, y lo manifiesta:
Sin grandes maestros desde la Educación Primaria no tendremos una calidad en Educación Secundaria y, sin ésta no alcanzaremos una buena formación en nuestra Universidad. Quien no invierte en formación de sus jóvenes labra su propia ruina. La sociedad debe reconocer la figura de los “Maestros”, en el más hermoso y extenso sentido de esta palabra, e invertir más en educación. Es evidente que los países que más están avanzando hoy en la Economía del Conocimiento son los que están mejorando sus sistemas educativos de forma consensuada, constante y dinámica. 
Fue nombrada miembro de la Red de Expertos del Proyecto Campus de Excelencia Internacional en Patrimonio concedido por el Ministerio de Ciencia e Innovación a las universidades andaluzas, coordinadas por la Universidad de Jaén.
Ha escrito libros de texto de historia para su estudio en Educación Primaria y E.Secundaria, como por ejemplo Conocimiento del Medio. Historia Moderna y Contemporánea. Ed. Santillana para sexto curso de E. Primaria o Historia de España, Libro oficial de texto para 2.º de Bachillerato. Ed. Grazalema-Santillana, Madrid, 2003.

## Investigación
Las líneas de trabajo de Adela Tarifa, como especialista en Historia Contemporánea, tienen un marcado contenido social, realizando investigación en Historia Social, la Infancia abandonada, las mujeres, las minorías marginadas, el mundo de los colonos; La demografía histórica y la mujer en la Historia; La Historia de Jaén y Úbeda y Biografía Histórica.
Ha formado parte de grupos de Investigación de las Universidades de Granada y de Jaén.
Como historiadora e investigadora ha dirigido numerosos congresos, como el celebrado en Úbeda sobre “Ciudades patrimonio de la Humanidad”, o el Congreso Internacional Nuevas Poblaciones de Sierra Morena y Andalucía y otras colonizaciones agrarias en la Europa de la Ilustración, celebrado en el año 2017 coincidiendo con el 250 aniversario de la promulgación del Fuero de Población dado por Real Cédula de S.M. el Rey Carlos III de España el 5 de julio de 1767. 
Ha formado parte del Grupo de Investigación HUM-149, Andalucía Oriental y su relación con América en la Edad Moderna, de la Universidad de Granada.
Fue becada por Ministerio de Educación y Cultura para participar el Seminario Internacional “Al-Andalus”, patrocinado por el Consejo de Europa.
Las publicaciones resultado de sus investigaciones se pueden encontrar en Dialnet, Google académico o en la Biblioteca virtual Miguel de Cervantes  
Coordinadora y escritora de publicaciones    

## Instituto de Estudios Giennenses
Adela Tarifa es Consejera Directora del Instituto de Estudios Giennenses (IEG) desde 2016, siendo la primera mujer en la dirección del Instituto, ha ocupado también los puestos de vicedirectora del IEG y responsable de la Sección de Historia. En 1998 se convirtió en la primera mujer elegida consejera numeraria de un órgano autónomo de Diputación Provincial de Jaén. 
En el IEG Adela Tarifa ha realizado una intensa labor para aumentar la presencia del Instituto de Estudios Giennenses en todo el territorio provincial, trasladando actividades académicas a multitud de municipios jienenses, contribuyendo a dinamizar la vida académica del IEG y darle paso a la investigación como motor del desarrollo de un territorio, teniendo presente el mundo rural, apoyando y premiando a jóvenes investigadores.
El IEG ha creado a propuesta de su directora tres nuevas secciones dedicadas a la economía, a estudios de género y al mundo rural. La sección de estudios de género tiene como finalidad incentivar la investigación y la sensibilización en materia de igualdad y perspectiva de género, dar visibilidad a la historia de las mujeres en la provincia.
Pertenece al consejo de redacción del Boletín del Instituto de Estudios Giennenses(CSIC) y al Consejo de Redacción de Elucidario, Seminario Bio-bibliográfico Manuel Caballero Venzalá Boletín, del Instituto de Estudios Giennenses(CSIC, desde su creación en 2006). 
Ha formado parte de las Secciones de “Historia”, “Cultura del Olivo”,  “Cultura Tradicional “, “Paisaje y ciencias humanas”, “Música” y de” Estudios de género” del IEG. 

## Cargos de representación
Adela Tarifa representa oficialmente a la provincia de Jaén en diferentes instituciones culturales españolas, con nombramientos de:
- Consejera de Número del  Instituto de Estudios Giennenses.[22]
- Directora del  Instituto de Estudios Giennenses (hasta junio de 2024)[23]
- Miembro de  la Academia Bibliográfica Mariana “Virgen de la Capilla”, de Jaén.[24][25]
- Académica Correspondiente de la Real Academia de la  Historia.[26]
- Académica Correspondiente de la Real Academia de Ciencias, Bellas Letras y Nobles Artes de Córdoba.[27]
- Académica Correspondiente de la Real Academia de Bellas Artes de San Telmo de Málaga.[28]
- Académica Correspondiente de la Real Academia  Alfonso X el Sabio de Murcia.[29]
- Académica de la Real Academia de San Quirce de Segovia.[30]
- Miembro del Ateneo Ilugo de Santisteban del Puerto (Jaén).[31]
- Académica Correspondiente de la Real Academia de Ciencias Veterinarias de Andalucía Oriental.
- En 2024 fue nombrada académica de La Real Academia de Bellas Artes de Granada.[32]

## Premios y reconocimientos
- Premio a los Escritores Giennenses.

- Premio Meridiana otorgado por el Instituto Andaluz de la Mujer en 2003, en la categoría de Proyectos culturales  y educativos.[33]

- Premio Cronista Alfredo Cazabán, 2010, por la obra El Humanista ubetense Juan Pasquau Guerrero y su época. [34]
- En 2010 fue  nombrada Cronista Oficial de la Real Población de Carboneros de Sierra Morena.
- Premio de la Casa de Jaén en Granada 2017.[35]
- Premio de “Embajadores del Aove de Andalucía 2019”, otorgado por FECOAN.
- Galardón “Olivo  Solidario" 2022, otorgado por la Fundación Lumière y el Ayuntamiento de Carboneros.
- En 2022 recibió el reconocimiento de Hija Adoptiva de Úbeda por su labor de estudio y difusión del patrimonio histórico de la ciudad. Otorgado el 25 de febrero de 2022 .[2]

## Obras publicadas
Ha publicado artículos en boletines y revistas, como por ejemplo en, Boletín Instituto de Estudios Giennenses (CSIC), Boletín de la Cámara Oficial de Industria y Comercio de Jaén; Anuario de "Hespérides", Revista cultural de la Villa de Quesada, Anuario de la Asociación de Profesores de Geografía-Historia de Andalucía .
Algunas de sus publicaciones:
- Marginación, pobreza y mentalidad social en el antiguo régimen.Los niños expósitos de Úbeda (1665-1788). 1994. Editorial UNIVERSIDAD DE GRANADA.[37]
- Úbeda en 1752, según las Respuestas Generales del Catastro de Ensenada (Estudio Introductorio), Ed, Tabapress. Centro de Gestión Catastral, Ayuntamiento de Úbeda, Madrid, 1994.
- Antonio Domínguez Ortiz: Semblanza de un historiador. Estudio crítico, biografía e ilustraciones a la obra de Domínguez Ortiz Alteraciones Andaluzas. Ed. por la Consejería de Educación y Ciencia de la Junta de Andalucía, Sevilla, 1999
- El humanista ubetense Juan Pasquau Guerrero y su época. [38]
- Pobreza y asistencia social en la España Moderna. La Cofradía de san José y niños expósitos de Úbeda (Siglos XVII-XVIII). Instituto de Estudios Giennenses. 1994
- Medicina social, demografía y enfermedad en la minería giennense contemporánea. El Centenillo: 1925-64, ( en col. con J.J. Martínez Ortiz), Ed. Instituto de Estudios Giennenses, Jaén, 1999.
- Reformismo y tradición en el siglo de las Luces. Úbeda durante el reinado de Felipe V
- Poder y marginación en España. La mujer entre el Antiguo y el Nuevo Régimen.  Jaén, 2000.
- Esposas, madres, mancebas y amas de cría: su reflejo en la Casa- cuna de Úbeda (siglos XVII-XVIII)
- Discurso de Ingreso de doña Adela Tarifa Fernández en el Instituto de Estudios Giennenses.   Instituto de Estudios Giennenses. Jaén. 2007.[39]
- La orden del Santi Espíritu en Úbeda y Santisteban del Puerto: aproximación histórica. Estudios Culturales y literarios del mundo hispánico. En honor a José Checa Beltrán. Consejo Superior de Investigaciones Científicas, 2021
- Breve Historia de Úbeda.[40]
- Los Derechos Humanos: Nuestros Derechos
- Poder y marginación en España. La mujer entre el Antiguo y el Nuevo Régimen
- Entradas al Diccionario Biográfico Español. Ed. Real Academia de la Historia. Madrid, 2009-2012. ISBN 978-84-96849-56-3.[41] [42]

### Prólogos,  estudios introductorios
Adela Tarifa, también ha colaborado con prólogos,  capítulos en obras colectiva, recesiones de libros en revistas y estudios introductorios de libros, como por ejemplo en:
- Andalucía de ayer y hoy. Antonio Domínguez Ortiz. Editorial Sarriá 2002.[43]

- Libro de las Ordenanzas de la antigua ciudad de Úbeda. Año de 1523. Natalio Rivas Sabater. Edita Diputación de Jaén. 2023.[44]
- Motivos intemporales en la poesía amorosa de la Grecia clásica (con preludio hernandiano). Aurora Luque Ortiz. Edita Diputación de Jaén. 2023.[45]
- DYNATÂ (Es posible) de Paco Agüera. Edita Diputación de Jaén. 2024.[46]